# Castillo de Carrícola

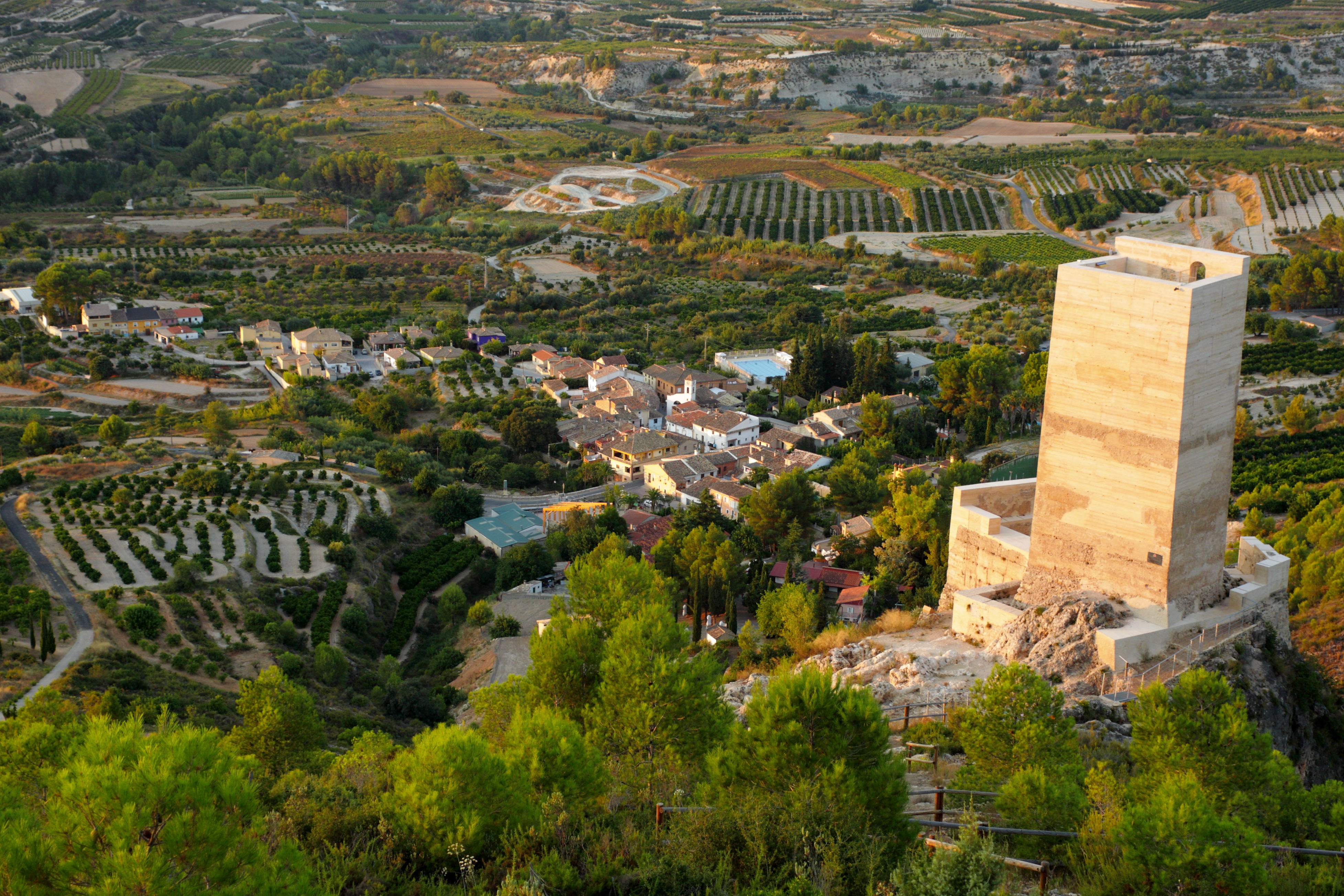

El Castellet de Carrícola o Castillo de Carrícola, está construido en la Sierra de Benicadell, sobre una roca, en la parte izquierda del barranco del Paraje Natural Protegido la Ombría del Benicadell, en el municipio de El Palomar, de la comarca del Valle de Albaida, de la provincia de Valencia. Está declarado Bien de interés cultural, con número de anotación R-I-51-0010549 y fecha de anotación 6 de octubre de 2000.

## Historia
Este Castillo recibe su nombre por estar junto al pueblo de Carrícola. Forma parte de la línea defensiva de castillos que se dispersan en la sierra de Benicadell,  y que controlaban el paso hacia Alicante por Salem, Albaida y Carrícola. Estas fortificaciones estaban ancladas en las laderas de las montañas o en la cima de los montes más bajos, y normalmente eran de planta irregular, ya que tenían que adaptarse al terreno. La técnica utilizada para su construcción, es de encofrados de mortero duro (mampostería y argamasa). Puede datarse entre los siglos X- XII (hay autores que aproximan la fecha de su construcción a los años 1249-1257, bajo el periodo almohade, lo cual se ve reforzado por conservar características típicas islámicas para este tipo de fortalezas, en forma de torre vigía. Además, la primera noticia que tenemos de esta fortaleza está en uno de los registros de la Cancillería Real, datado en el año 1258, en el cual aparece como responsable encargado del mantenimiento y custodia de dos castillos (el de Pencadell y el de Montes), Romaeu Martí, el único alcaide. Más tarde, en  otro documento del  año 1259, ya no se habla de castillo, sino de torre, en un término al cual están adscritas dos alquerías mudéjares, esta caracterización de torre se asemeja más a la construcción que conservamos hoy en día. Esta fortificación pertenecería a una construcción feudal, realizada después de la Reconquista (a mediados del siglo XIII), por orden del caballero catalán Ramón de Timor, por concesión de Jaime I de Aragón, señor de estos territorios formados por las alquerías islámicas de Carrícola y Timor. La fortaleza, con el transcurrir de los años,  pasó por diversos propietarios, hasta que finalmente, quedó vinculada a la baronía de Albaida. A partir de este momento, comienza la decadencia de la fortaleza al perder progresivamente sus funciones, hasta quedar totalmente abandonada.

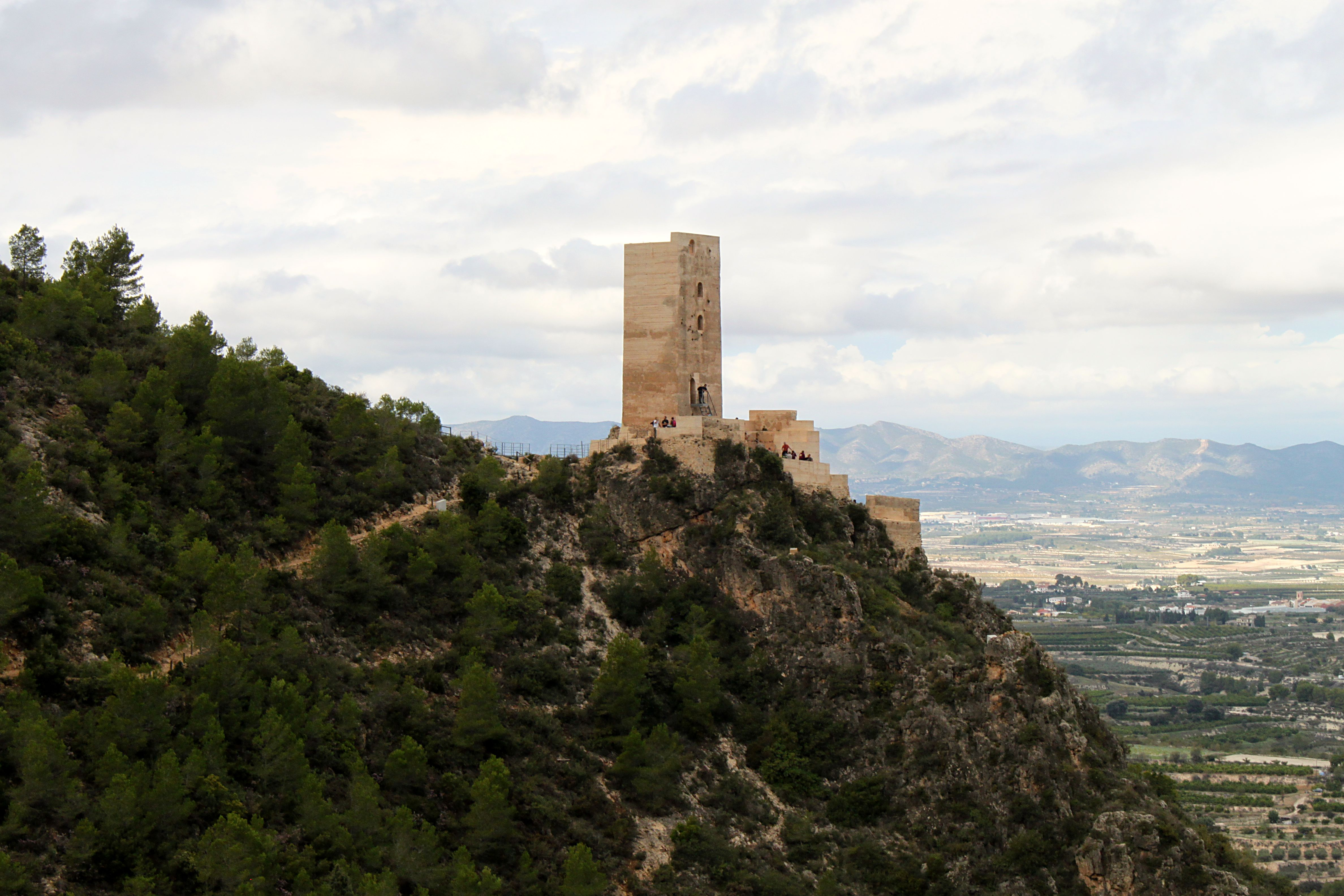
Castell de Carrícola

## Descripción
Está formado por una torre y un patio de armas, con una superficie total de 195 metros cuadrados. La torre, de planta rectangular, tiene unas dimensiones de  6 metros de lado mayor, 3 metros de lado menor, así como 7 de altura, presentando también una base de 10 metros de largo por 5 metros de ancho. El remate superior todavía conserva restos de antiguas almenas. La entrada a la fortificación se hace mediante una puerta, con un arco en muy mal estado de conservación, abierta en la fachada principal. La escalera de acceso a los niveles superiores ha desaparecido, así como el forjado, aunque quedan restos de la existencia de estos elementos.
En el año 2008 se inicia la restauración y puesta en valor de la torre y en 2009  se inicia la excavación arqueológica de la misma, así como la consolidación arquitectónica del conjunto, a concluir en años posteriores.